# 嘉義県基督教協同中学校・高等学校
嘉義県基督教協同高級中学（かぎけんきりすときょうきょうどうこうきゅうちゅうがく、英語: Concordia Middle & High School、略称CMS）は、台湾嘉義県民雄郷に位置する私立高級中学（日本の高等学校に相当）である。

## 概要
協同高校は、アメリカ合衆国のキリスト教ミズーリ・ルーテル教会総会の資金提供によって設立され、創設者はロバート・ジマー（Robert Zimmer）である。1967年に生徒募集を開始し、モリソン・アカデミーの分校でもある。また、附属の幼稚園、英語学校、および1年生から8年生までを対象とする「嘉義モリソン・アカデミー」が併設されている。

## 著名な出身者
- 張信哲：歌手
- 蔡易餘：民主進歩党立法委員（中学校）
- 美秀集團：インディーズ（ 初期メンはすべて卒業生で構成されていた）
- 侯乃榕：台湾電視公司ニュースキャスター
- 林奕勳：俳優
- 宋燕旻：中華電視公司ニュースキャスター
- 蔡孟真：民主進歩党雲林県議員